# پرمچا
پرمچا (به صربی: Premeća) یک منطقهٔ مسکونی در صربستان است که در چاچاک واقع شده‌است. پرمچا ۱۰٫۰۴ کیلومتر مربع مساحت و ۲۳۸ نفر جمعیت دارد و ۳۸۷ متر بالاتر از سطح دریا واقع شده‌است.